# Ulalume (Holbrooke)
Ulalume is een symfonisch gedicht gecomponeerd door Joseph Holbrooke.
Holbrooke haalde zijn inspiratie voor dit werk uit het gelijknamige gedicht van Edgar Allan Poe. De persoon uit het gedicht denkt zittend aan het Aubermeer op een zwaar bewolkte dag ("ashen and sober") met weemoed terug aan zijn geliefde die gestorven is. De partituur wordt voorafgegaan door de tekst van het gedicht; die tekst is ook verspreid over de bladzijden afgedrukt om te laten zien welk deel van het gedicht wordt weergegeven.
Henry Wood gaf leiding aan de wereldpremière op 26 november 1905 in de Queen's Hall met het Queen's Hall Orchestra. Het werk werd vervolgens door een aantal dirigenten, waaronder Thomas Beecham en Hamilton Harty overgebracht, waarbij het vermoedelijk ook in New York te horen is geweest onder leiding van Josef Stransky. Het kreeg in 1930 nog een uitvoering tijdens de Promsconcerten onder leiding van dezelfde Wood. Daarna raakte het vooral in de vergetelheid. In april 2018 zijn er twee opnamen van dit werk als nieuw te koop, een op cpo en een op Marco Polo. Het werk is opgedragen aan William Donald, een vriend van de componist. 
Holbrooke schreef het voor orkest bestaande uit:
- 3 dwarsfluiten (I ook piccolo), 2 hobo’s, 1 althobo, 2 klarinetten, 1 basklarinet, 3 fagotten (III ook contrafagot)
- 4 hoorns, 4 trompetten, 3 trombones (III ook bastrombone)
- (gedempte) pauken, percussie (triangel (afgedempt), grote trom, bekkens (afgedempt), tamtam, 2 harpen (gedempt)
- violen, altviolen, celli, contrabassen (alle gedempt, sordino)

De Nederlandse componist Johannes Suykerbuyk schreef eveneens een werk onder deze titel; het is geschreven voor piano solo. Ook Eugeniusz Morawski-Dąbrowa schreef een werk Ulalume.